# Basheer Saeed
Basheer Saeed (tiếng Ả Rập: بشير سعيد، من مواليد; sinh ngày 27 tháng 6 năm 1981) là một cầu thủ bóng đá who has đại diện Các Tiểu vương quốc Ả Rập Thống nhất internationally. Anh cũng thi đấu ở vị trí hậu vệ cho Al Urooba.

## Bàn thắng quốc tế
| # | Ngày                | Địa điểm                                                                         | Đối thủ           | Tỉ số | Kết quả | Giải đấu                                     |
| - | ------------------- | -------------------------------------------------------------------------------- | ----------------- | ----- | ------- | -------------------------------------------- |
| 1 | 20 tháng 1 năm 2007 | Sân vận động Mohammed Bin Zayed, Abu Dhabi, Các Tiểu vương quốc Ả Rập Thống nhất | Yemen             | 2-1   | Thắng   | 2007 Cúp các quốc gia vùng Vịnh              |
| 2 | 8 tháng 10 năm 2007 | Sân vận động Quốc gia, Hà Nội, Việt Nam                                          | Việt Nam          | 1-0   | Thắng   | Vòng loại giải vô địch bóng đá thế giới 2010 |
| 3 | 6 tháng 9 năm 2008  | Sân vận động Mohammed Bin Zayed, Abu Dhabi, Các Tiểu vương quốc Ả Rập Thống nhất | CHDCND Triều Tiên | 1-2   | Thua    | Vòng loại giải vô địch bóng đá thế giới 2010 |
| 4 | 29 tháng 2 năm 2012 | Sân vận động Al-Nahyan, Abu Dhabi, Các Tiểu vương quốc Ả Rập Thống nhất          | Liban             | 4-2   | Thắng   | Vòng loại giải vô địch bóng đá thế giới 2014 |
| 5 | 29 tháng 2 năm 2012 | Sân vận động Al-Nahyan, Abu Dhabi, Các Tiểu vương quốc Ả Rập Thống nhất          | Liban             | 4-2   | Thắng   | Vòng loại giải vô địch bóng đá thế giới 2014 |

## Thống kê câu lạc bộ
Tính đến 28 tháng 9 năm 2009

### Câu lạc bộ
| Câu lạc bộ          | Mùa giải            | Giải vô địch | Giải vô địch | Giải vô địch | Cup2    | Cup2      | Cup2     | Châu Á1 | Châu Á1   | Châu Á1  | Tổng    | Tổng      | Tổng     |
| Câu lạc bộ          | Mùa giải            | Số trận      | Bàn thắng    | Kiến tạo     | Số trận | Bàn thắng | Kiến tạo | Số trận | Bàn thắng | Kiến tạo | Số trận | Bàn thắng | Kiến tạo |
| ------------------- | ------------------- | ------------ | ------------ | ------------ | ------- | --------- | -------- | ------- | --------- | -------- | ------- | --------- | -------- |
| Al-Wahda            | 2009–10             | 2            | 1            | 0            | 0       | 0         | 0        | 0       | 0         | 0        | 0       | 0         | 0        |
| Al-Wahda            | Tổng                | 0            | 0            | 0            | 0       | 0         | 0        | 0       | 0         | 0        | 0       | 0         | 0        |
| Tổng cộng sự nghiệp | Tổng cộng sự nghiệp | 0            | 0            | 0            | 0       | 0         | 0        | 0       | 0         | 0        | 0       | 0         | 0        |

1Các giải đấu châu lục bao gồm Giải vô địch bóng đá các câu lạc bộ châu Á

2Các giải đấu khác bao gồm Cúp Chủ tịch UAE và Etisalat Emirates Cup,